# Dab (Tanzfigur)

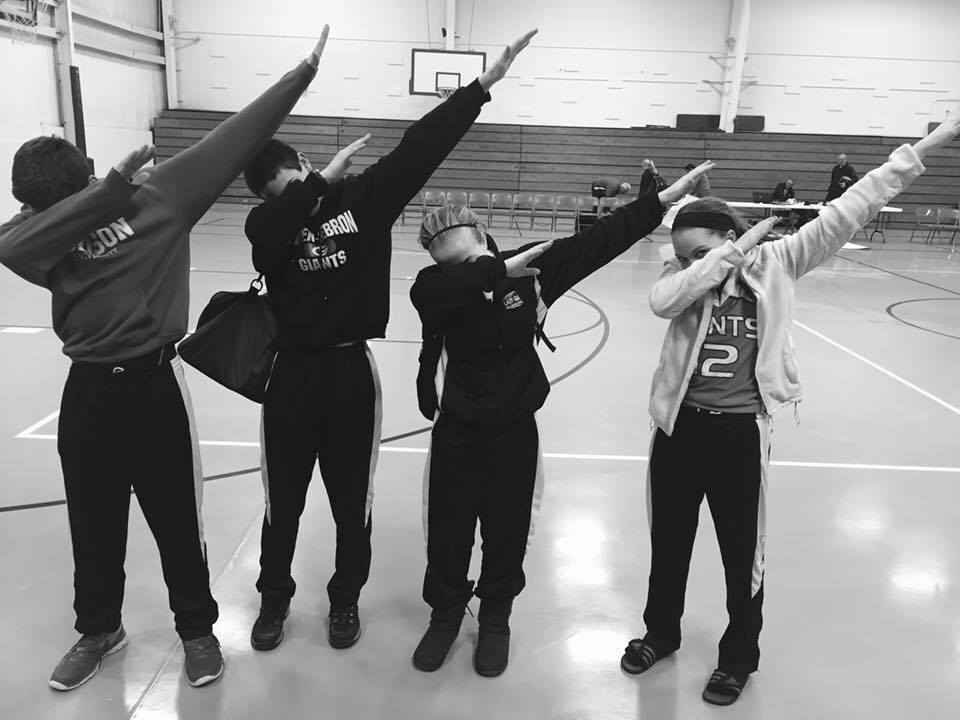
Eine Gruppe von Jugendlichen beim Dabbing.

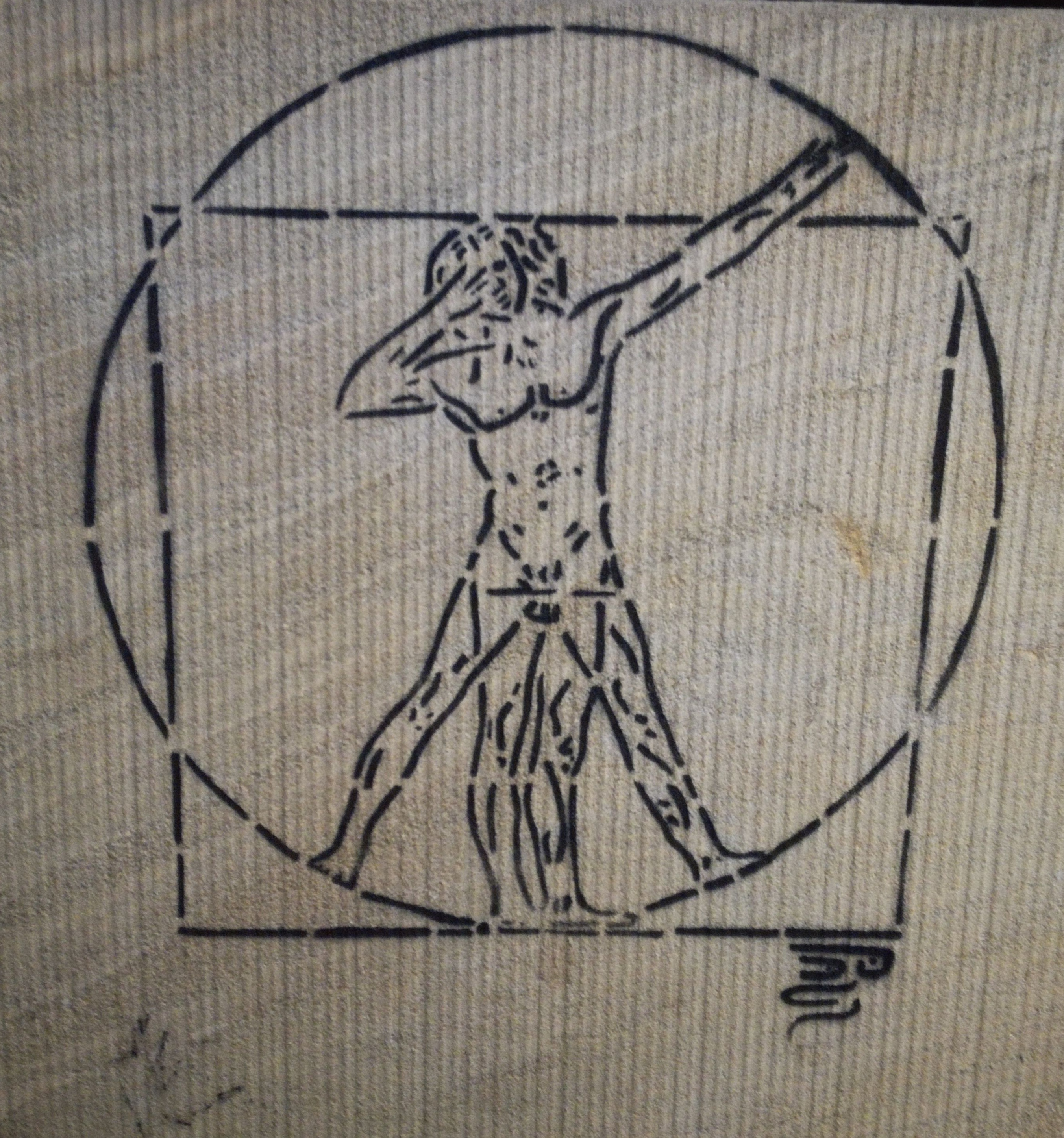
Stencil auf Frankfurter Außenfassade, die einen dabbenden Vitruvianischen Menschen zeigt.

Der Dab [dæb] ist eine Tanzfigur, bei der der Kopf des Tänzers nach unten sinkt und gleichzeitig ein Arm hochgehoben wird. Dabei wird der Ellenbogen des anderen Arms in einer Haltung eingenommen, als ob man in die Armbeuge niesen würde. Als einfache Geste drückt der Dab Selbstsicherheit aus.
Für den Begriff dabbing oder dabbin’ existieren drei verschiedene Bedeutungen, wobei sich dieser Artikel hauptsächlich auf die Tanzfigur konzentriert. Der Dab hat seinen Ursprung in der Hip-Hop- oder Rap-Szene in Atlanta und wurde von US-amerikanischen Rappern, unter anderem Migos, OG Maco, Skippa Da Flippa und Rich the Kid geprägt.
Was im Jahr 2015 in den sozialen Medien mit Video-Tutorials und Musikvideos angefangen hatte, verbreitete sich innerhalb weniger Monate zum Internetphänomen und wurde zunächst im US-amerikanischen Sport und später in der US-amerikanischen Politik populär. Später entwickelte sich der Dab zum globalen Phänomen. Im Juni 2016 wurde der Dab bereits für obsolet erklärt.
In Saudi-Arabien wurde der Dab aufgrund seiner Anspielung auf Marihuana und andere illegale Substanzen verboten.

## Begriffsklärung

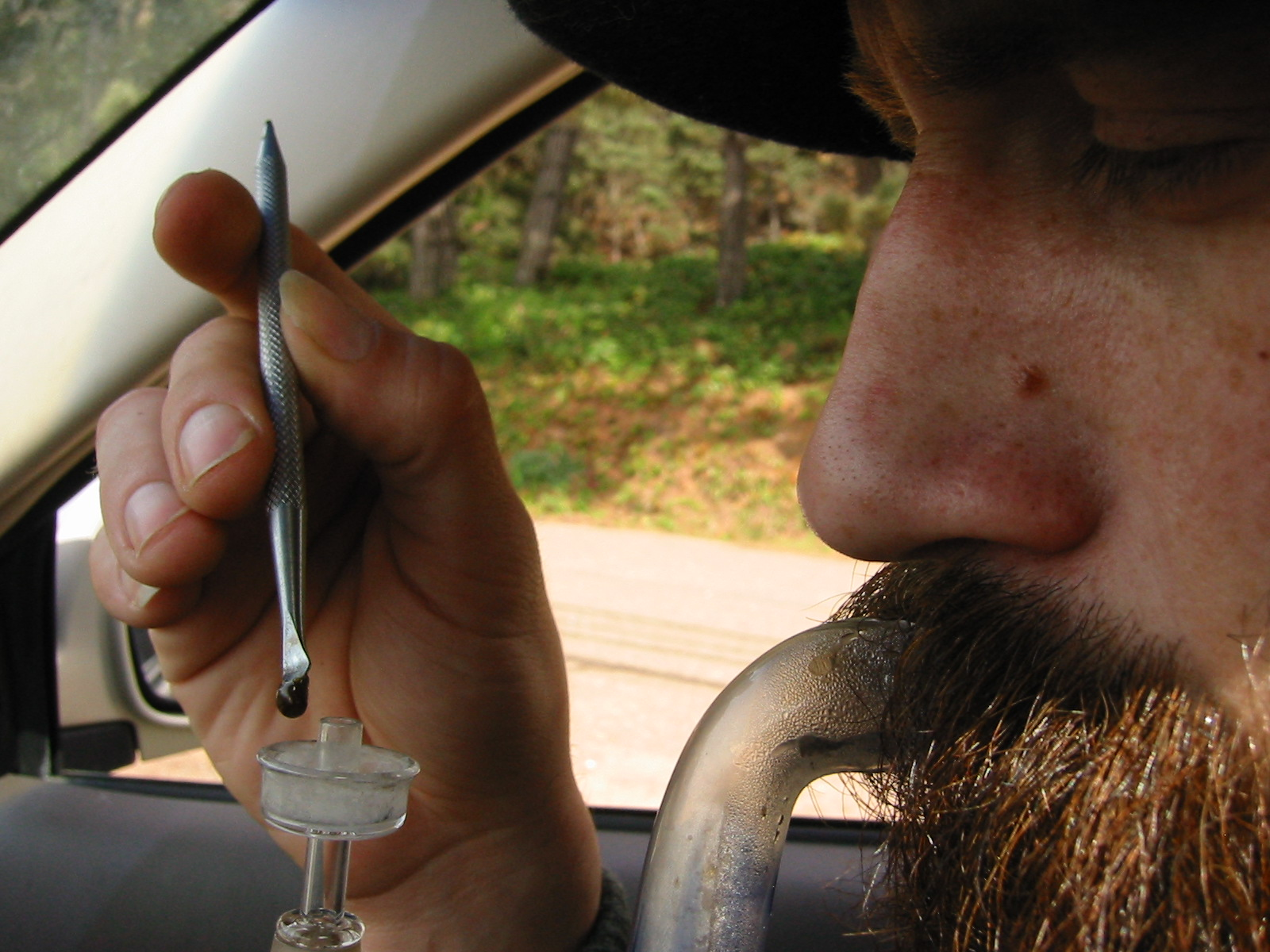
Dabbing (Verdampfen von öligem Cannabisextrakt)

Nach dem Onlinewörterbuch Merriam-Webster existieren für den Begriff dabbing oder dabbin‘ drei verschiedene Bedeutungen:
- der Prozess des Erwärmens von klebrigem Öl oder Wachs aus konzentriertem THC, das aus Cannabis extrahiert wurde, und das anschließende Inhalieren der Dämpfe (spätestens seit 2012)
- Bezeichnung einer Tanzfigur, die vermutlich aus der Rap-Szene in Atlanta, Georgia stammte (auch Dab genannt)
- verallgemeinerter Begriff, um auszudrücken, dass jemand selbstsicher ist

Die Wortbedeutungen als Tanzfigur und als Ausdruck für eine selbstsichere Person entstanden etwa zur selben Zeit. Die Theorie, dass die Tanzfigur die Bezeichnung Dab erhielt, weil man wie beim Inhalieren von konzentrierten THC-Dämpfen in die Armbeuge hustet, ist nicht ausreichend belegt. Merriam-Webster zieht jedoch die Schlussfolgerung, dass man im Vergleich zur adjektivischen Form des Begriffs dope (verallgemeinerter Begriff für Anerkennung) einen Zusammenhang mit Drogen postulieren könne. Der Ursprung der Begriffsbedeutung, dass dabbing oder dabbin‘ auch „Selbstvertrauen“ (Selbstsicherheit) ausdrücken kann, ließe sich aus lexikalischer Sicht ebenfalls auf den Drogenkonsum zurückführen.

## Ursprung
Der Dab hat seinen Ursprung in der Hip-Hop-Szene in Atlanta, der Hauptstadt des US-Bundesstaates Georgia. Dabei gab es Kontroversen, welche Person(en) den Dab „erfunden“ hatte(n). Größtenteils waren die Pioniere dieser Tanzfigur diejenigen, die unter dem US-amerikanischen Independent-Label Quality Control Music unter Vertrag standen, einschließlich Migos, OG Maco, Skippa Da Flippa und Rich the Kid sowie Peewee Longway.
Der US-amerikanische Rapper Quavo, ein Mitglied des Hip-Hop-Trios Migos erklärte, dass der Dab bereits im Jahr 2013 in der lokalen Hip-Hop-Szene in Atlanta bekannt war, aber erst durch die Veröffentlichung von Songs und Musikvideos überwiegend im Sommer 2015, bei denen der Dab ausgeführt oder lyrisch angedeutet wurde, seine Popularität erlangte. Zu den einflussreichsten Videos, die zur Popularität des Dabs beigetragen hatten, gehörten unter anderem die Musikvideos How Fast von Skippa Da Flippa (im Juli 2014 auf YouTube veröffentlicht) und Look At My Dab (Bitch Dab) von Migos (im Dezember 2015 auf YouTube veröffentlicht).

Pioniere des Dabs
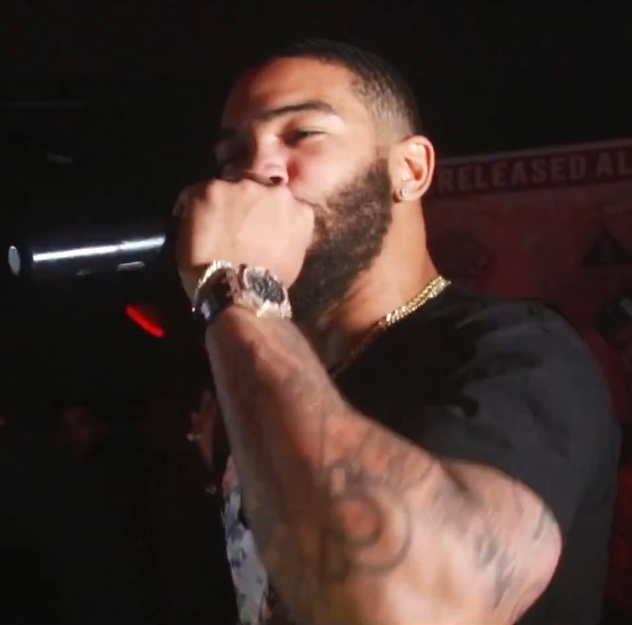
Skippa Da Flippa
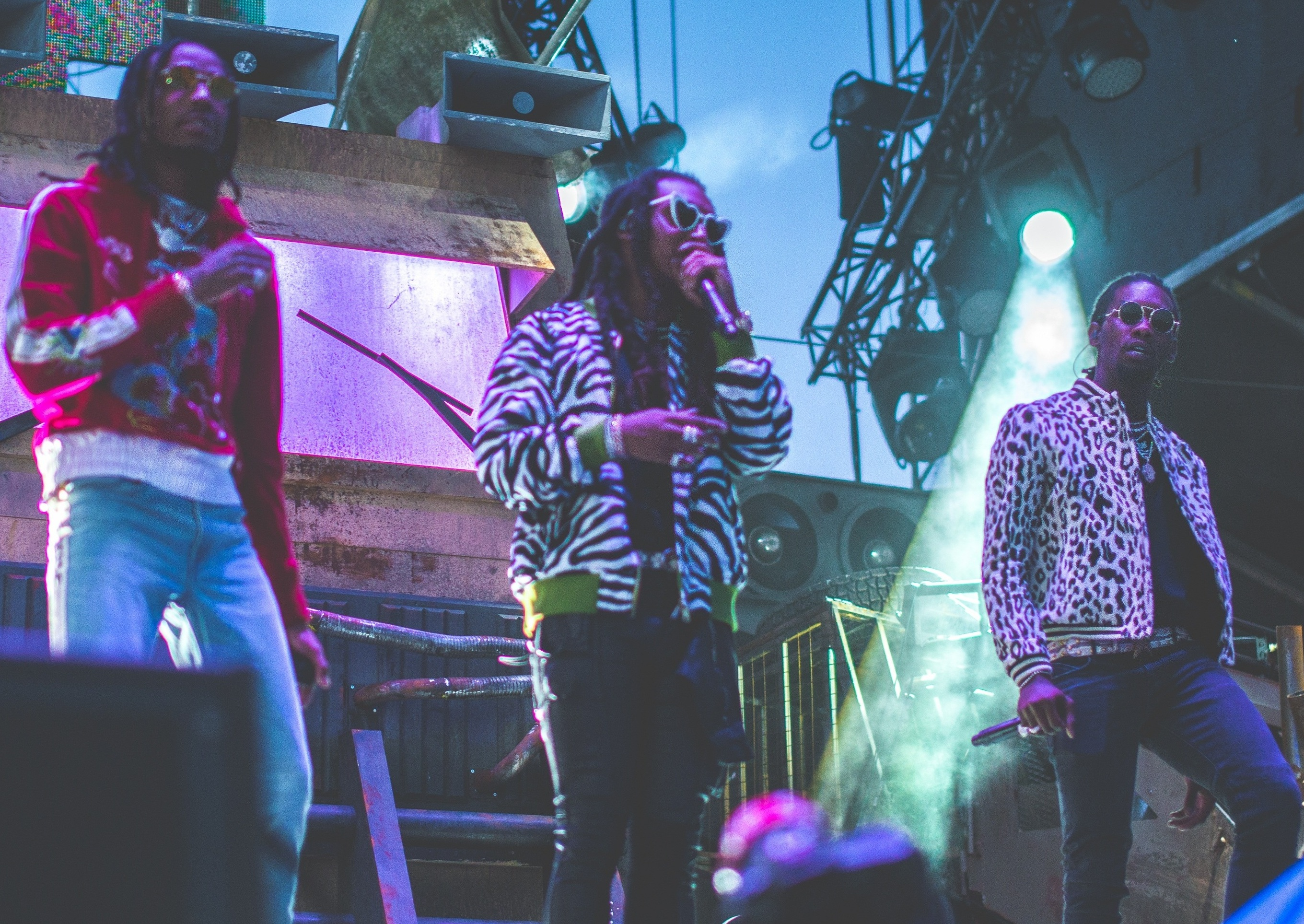
Migos
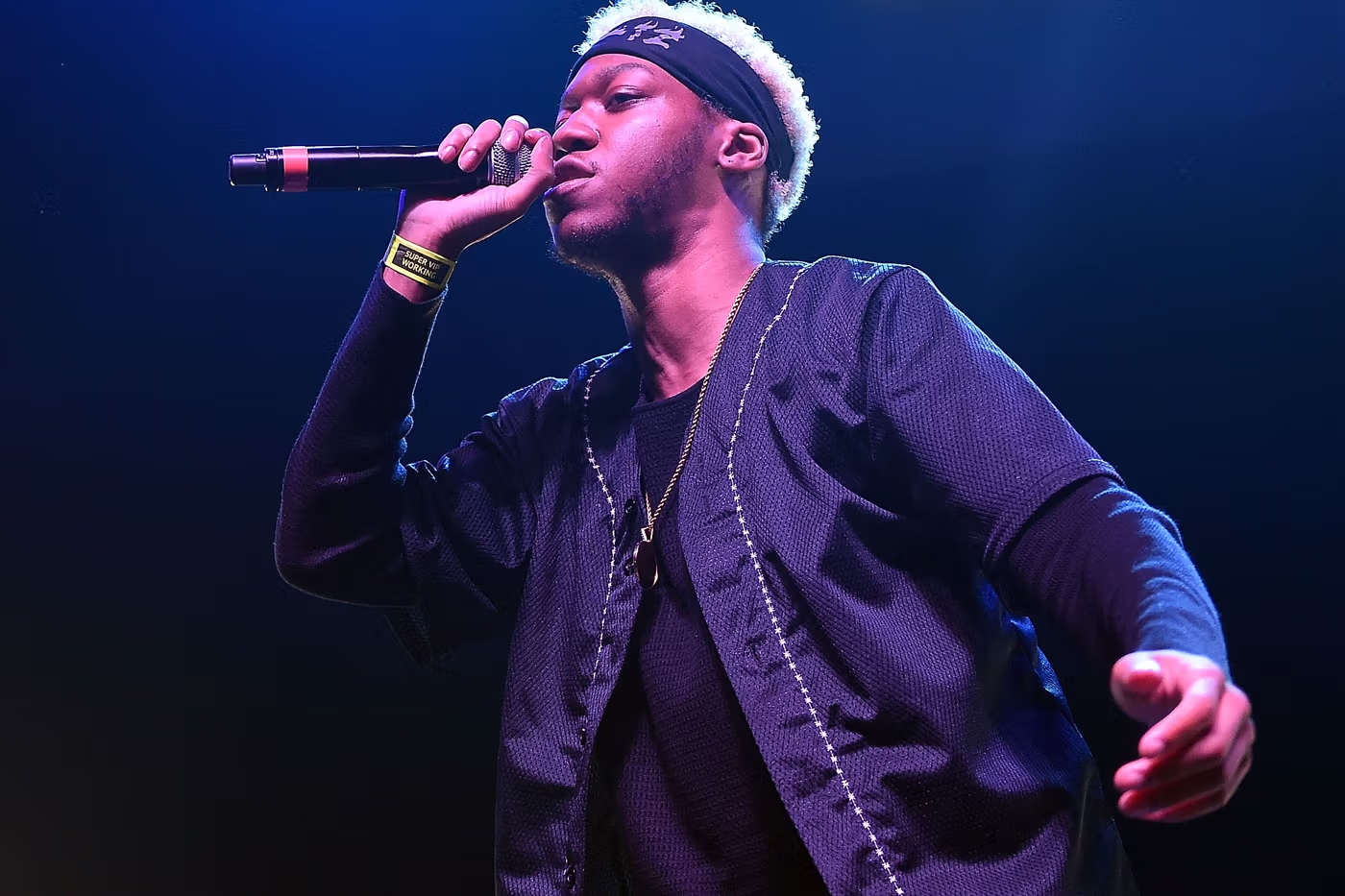
OG Maco
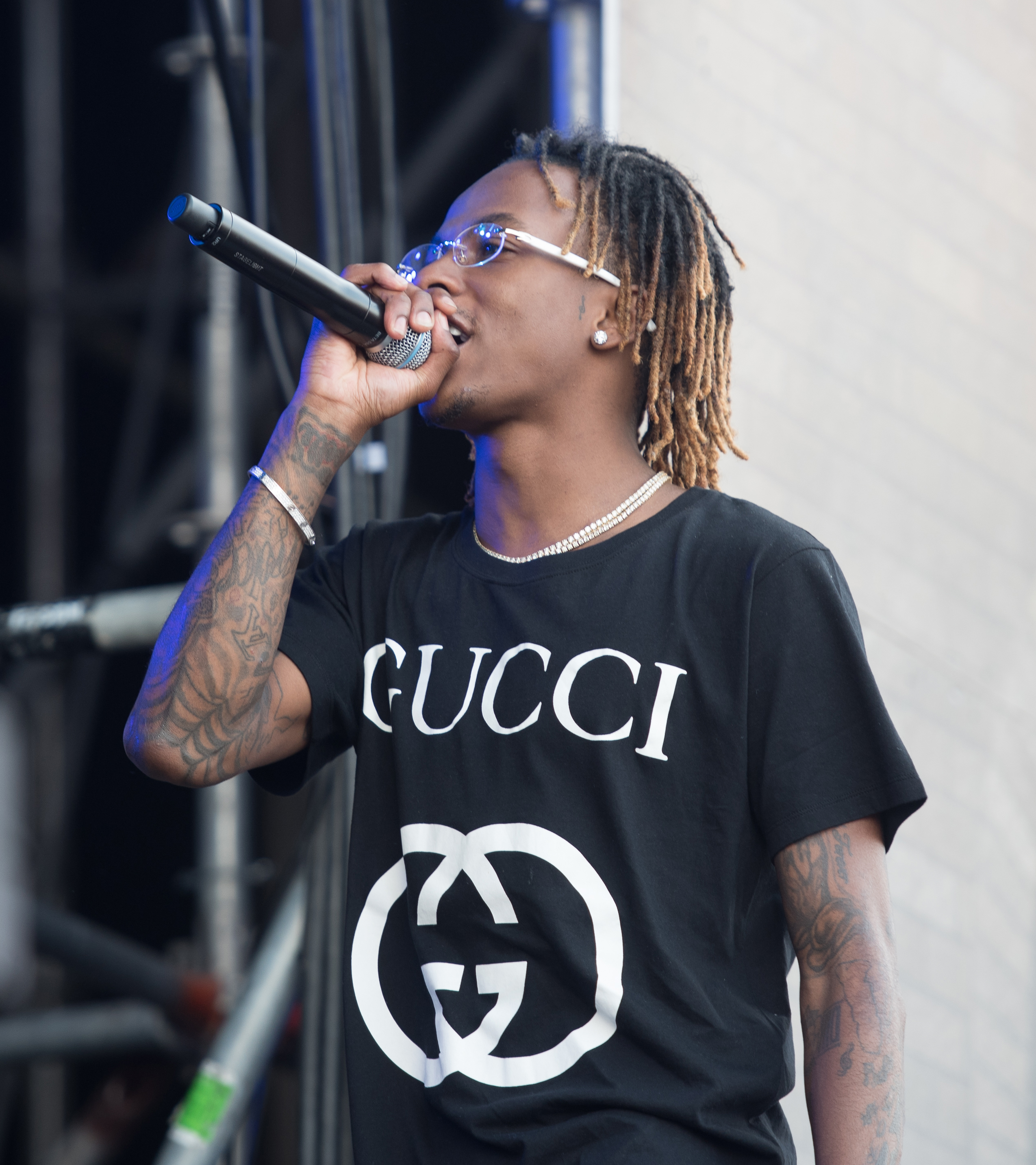
Rich the Kid

## Popularität

### Soziale Medien
Im Jahr 2015 wurde der Dab über Social Media verbreitet und wurde zum Internetphänomen. Zum Beispiel wurde am 22. Mai 2015 einer der frühesten Video-Tutorials zur Ausführung des Dabs (Dabbin Dance Official Video) auf YouTube veröffentlicht und erreichte innerhalb eines Jahres über 2,3 Millionen Aufrufe. Am 30. Juli 2015 wurde ein weiteres Video-Tutorial zum Dabbing (Jay Pe$os - Watch Me Dab) veröffentlicht. Rich the Kid veröffentlichte am 31. August 2015 ein Video-Tutorial, wie man den Dab ordentlich ausführt und verweist dabei auf das angebliche Niesen in die Armbeuge.

### Sport

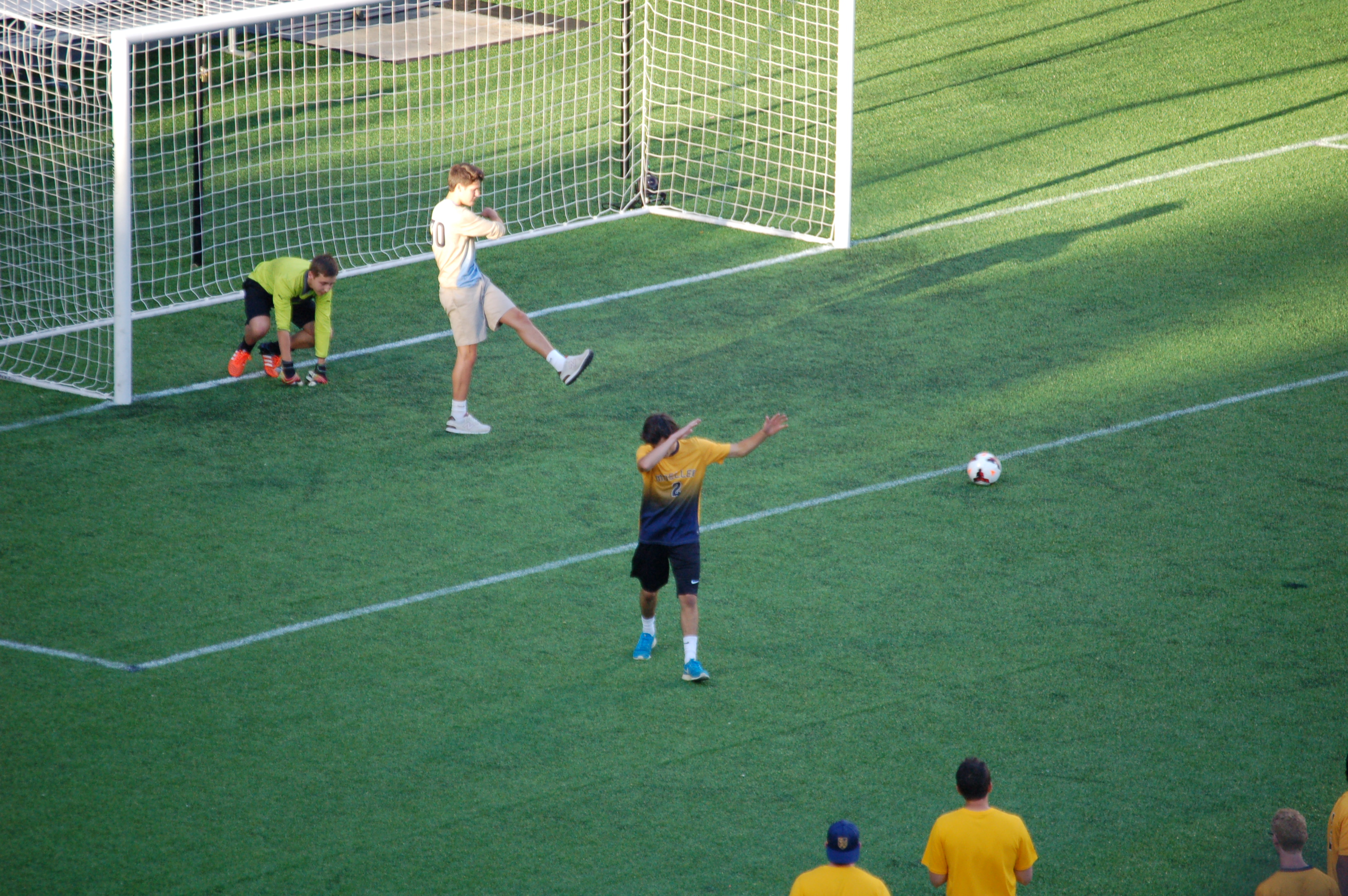
Ein Fußballspieler einer High School führt den Dab aus, nachdem er ein Tor erzielt hat.

Der Dab gewann auch Popularität im US-amerikanischen Sport. Einer der frühesten Dabs im US-amerikanischen Sport wurde am 13. September 2015 vom American-Football-Spieler Jeremy Hill aus den Cincinnati Bengals nach einem Touchdown im Spiel gegen die Oakland Raiders ausgeführt. Am 4. Oktober feierte der ebenfalls aus den Cincinnati Bengals stammende Spieler Carlos Dunlap mit einem Dab. Im Basketball führten im Oktober die Spieler LeBron James mit einem einfachen Dab und D’Angelo Russell mit einem Double Dab die Tanzfigur aus.
Einer der bekanntesten Dabs war der vom American-Football-Spieler Cam Newton, der früher bei den Carolina Panthers spielte. Dabei führte er in einem Spiel vom 15. November 2015 gegen die Tennessee Titans den Dab nach einem Touchdown aus. Am 13. November 2016 führte Newton in einem Spiel gegen die Kansas City Chiefs nach einem Touchdown erneut den Dab aus.
Auch Emmanuel Macron hatte nach dem Sieg Frankreichs in der Fußball-Weltmeisterschaft 2018 zusammen mit den französischen Fußballnationalspielern Benjamin Mendy und Paul Pogba den Dab ausgeführt.

### Politik

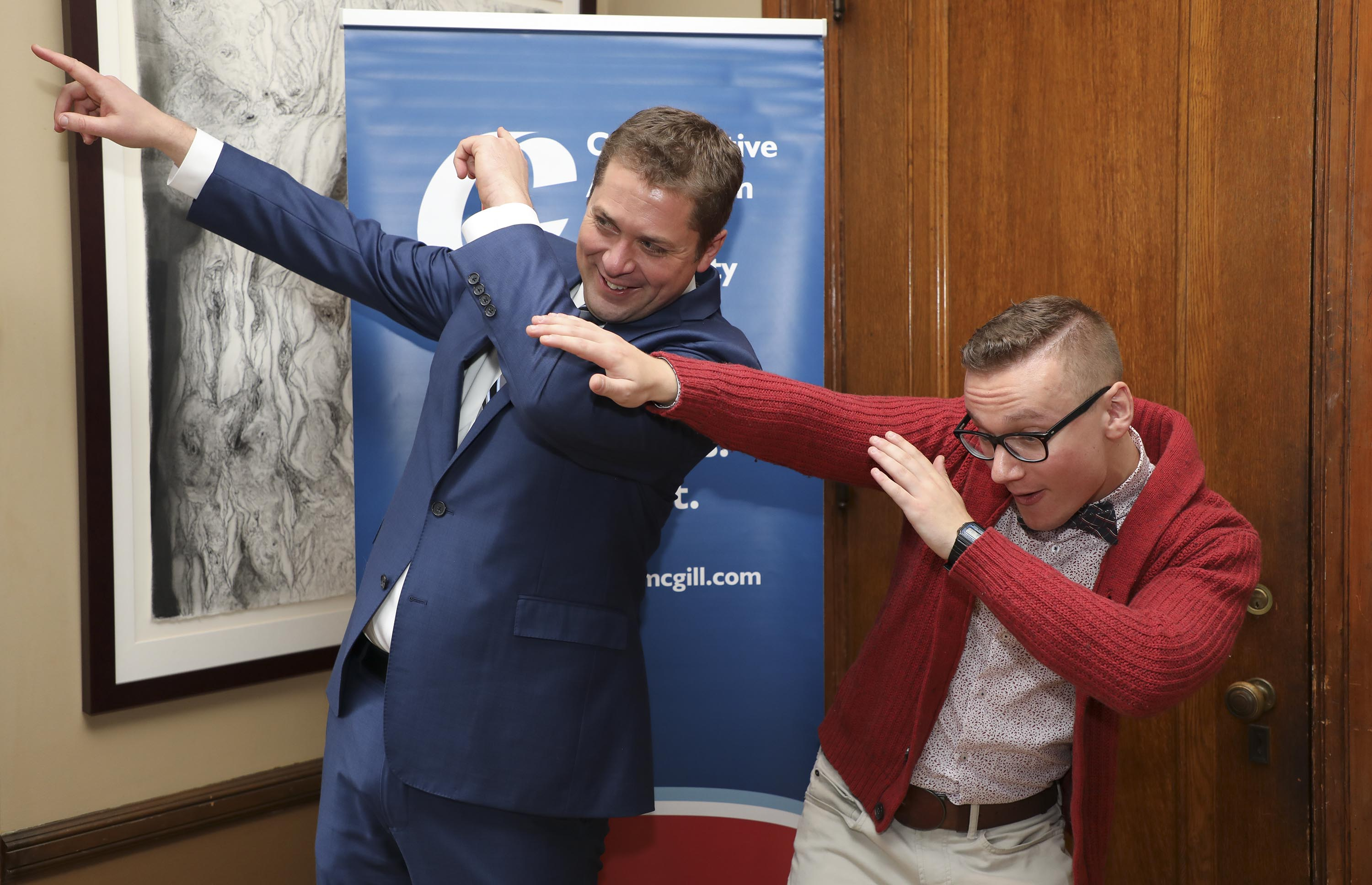
Andrew Scheer, Parteiführer der Konservativen Partei Kanadas, führt den Dab zusammen mit einem Studenten aus.

Der Dab wurde ebenfalls in der nationalen US-amerikanischen Politik bekannt, als Hillary Clinton am 11. Januar 2016 in der US-amerikanischen Show Ellen die Tanzfigur ausführte. Loretta Sanchez führte am 5. Oktober 2016 am Ende einer Senatsdebatte mit Kamala Harris den Dab aus.
Am 3. Januar 2017 führte der damals 17-jährige Sohn des US-amerikanischen Politikers Roger Marshall, Cal Marshall, den Half Dab während des Eids seines Vaters aus. Im Februar 2017 startete der kenianische Präsident Uhuru Kenyatta eine Kampagne, die junge Leute zur Wählerregistrierung motivieren soll. Dabei ging ein Bild vom kenianischen Präsidenten in den sozialen Medien viral, in dem er vor dem Parlamentsgebäude in Kenia den Dab ausübte. Diese Kampagne stieß bei der kenianischen Bevölkerung auf Unverständnis, da das Land zu der Zeit schwere soziale und politische Probleme durchmachte, wie Hunger, Dürre, Viehdiebstahl und landesweit streikende Universitätsprofessoren und Ärzte.
Im Mai 2017 zeigte der norwegische Prinz Sverre Magnus, Sohn von Haakon von Norwegen und Mette-Marit Tjessem Høiby bei der Geburtstagsfeier zum 80. Geburtstag seiner Großeltern Harald V. und Sonja am Balkon des Königlichen Schlosses Oslo ebenfalls den Dab. Im Oktober 2017 führte der australische Politiker Bill Shorten am Ende eines Battle-Raps zusammen mit dem Radiomoderator Ray Hadley den Dab aus.

## Gesellschaftliche Folgen

### Obsoleszenz
Clark Senger, Publisher von hiphop.de erklärte, dass sobald ein neuer Trend bei den Politikern ankäme, dieser Trend seit geraumer Zeit im Mainstream angekommen sei und deshalb nicht mehr „cool“ sein könne. Dies sei ein „natürlicher Prozess“. Im Juni 2016 hat der Migos-Mitglied Quavo in Übereinstimmung mit Cam Newton den Dab für „tot“ erklärt: „Jeder hat es kopiert und jetzt ist es an der Zeit, die Spur zu wechseln.“ Ob diese Erklärung direkt weltweite Gültigkeit besitzt, stellt hiphop.de in Frage.

### Verbot in Saudi-Arabien
In Saudi-Arabien wurde der Dab vom National Committee for Narcotics Control aufgrund der „Anspielung auf Marihuana und anderen illegalen Substanzen“ verboten. Im August 2017 wurde der saudi-arabische Schauspieler und Sänger Abdallah Al Shaharani für das Ausführen des Dabs bei einem Musikfestival in Ta'if verhaftet. Abdul-Ella Al-Sharif, Generalsekretär des Komitees, erklärte der saudi-arabischen Tageszeitung Okaz (arabisch عكاظ), dass die Tanzfigur des Sängers „konträr zur nationalen Strategie zur Bekämpfung von Drogen“ stand und deshalb wie jeder andere auch, der „zum Missbrauch von Drogen anstiftet oder ihn befürwortet“, verhaftet wird.